# Карагуни, Панайота
Панайота Карагуни (греч. Παναγιώτα Καραγκούνη; род. 7 января 1993, Амарусион, Аттика) — греческая волейболистка (пляжный волейбол). Её дебют на международных соревнованиях состоялся в 2013 году, когда она заменила Марию Циарциани и стала выступать в паре с Вики Арванити.

## Карьера
Панайота Карагуни родилась 7 января 1993 года. В очень юном возрасте Карагуни выступала за сборную Греции по классическому волейболу и выступала в международных чемпионатах, играла на позиции либеро.
В свой первый сезон в пляжном волейболе, несмотря на то, что она была новичков в команде, Карагуни удалось вместе с Вики Арванити стать пятой на чемпионате Европы, проходившим в Клагенфурте.
Её самым большим достижением на сегодняшний день является серебряная медаль, которую она завоевала вместе с Василики Арванити на XVII Средиземноморских играх, проходивших в Мерсине.
28 июля 2013 года она выиграла чемпионат Греции, проходивший в Афинах, и вместе с Арванити вошла в основной состав сборной Греции на всех международных соревнованиях в следующем году.
14 декабря 2013 года заняла 9-е место на Открытом чемпионате FIVB по пляжному волейболу в Дурбане. Это достижение стало самым значимым для Карагуни и Вики Арванити.
Во втором сезоне они приняли участие на первых Европейских играх 2015 года, проходивших в Баку, но заняли лишь 17-е место.
В том же году они заняли 2-е место на чемпионате Греции, проиграв со счётом 1:2 в финале. Кроме того, они приняли участие в двух турнирах чемпионата Балкан в Бурхании и Салониках, заняв третье и второе места, соответственно.